# Вайсбах (Баден-Вюртемберг)
Вайсбах (нім. Weißbach) — громада в Німеччині, знаходиться в землі Баден-Вюртемберг. Підпорядковується адміністративному округу Штутгарт. Входить до складу району Гоенлое.
Площа — 12,77 км2. Населення становить 2022 ос. (станом на 31 грудня 2020).

## Географія
Вайсбах розташований посеред долини Кохерталь, де Лангенбах впадає в Кохер. Його частини простягаються на висоті від 200 до 430 метрів над рівнем моря і знаходиться за 10 км на захід від районного міста Кюнзельзау. Вона складається з колишніх незалежних сіл Вайсбах і Кріспенгофен та двох сіл Гальберг і Гутгоф.